# Dynamostadion, Kiev
Dynamostadion (ukrainska: Стадіон ”Динамо” імені Валерія Лобановського, Stadion ”Dynamo” imeni Valerija Lobanovskogo – ungefär Valerij Lobanovskyjs Dynamostadion) är ett fotbollsstadion i Kiev i Ukraina uppkallat efter Valerij Lobanovskyj. Det är Dynamo Kievs stadion och byggdes 1934. Stadion har plats för 16 873 åskådare, men det finns planer på en större renovering vilket skulle utöka publikkapaciteten till 30 000. Stadion var även hemmaplan för lokalkonkurrenten FK Arsenal Kiev, fram till att klubben lades ner 2013. Dynamo Kievs hemmamatcher i den ukrainska ligan och ukrainska cupen, samt mindre matcher i de europeiska turneringarna spelas ibland på arenan, men oftast används numera Kievs olympiastadion.